# 有希子・章子・麻里 夜遊びしナイト
有希子・章子・麻里の夜遊びしナイト（ゆきこ・あきこ・まりのよあそびしナイト）は、1986年1月5日から1986年4月6日までニッポン放送他NRN各局で放送されていたラジオ番組。
1985年10月13日から1985年12月29日までは、岡田有希子の単独パーソナリティで、タイトルは「岡田有希子の夜遊びしナイト」（おかだゆきこのよあそびしナイト）だった。本項ではこの両者について説明。

## 概要
当番組はサンミュージック製作の番組であり、『サトミ・ヒトミ・ユキコの何かいいことないか仔猫ちゃん』（毎日放送（MBSラジオ）、1983年10月16日 - 1984年3月）から『トキメキパジャマ MARI・NORI・AKIのドッキンタイム』（ニッポン放送、1986年4月 - 1986年9月）まで続く一連のシリーズの枠のラジオ番組の第三弾である。ニッポン放送としては、当番組が始まる以前に、このシリーズとは別に「岡田有希子 ちょっとおあずけ」（1984年10月8日 - 1985年10月7日）という岡田有希子単独のパーソナリティ番組を放送しており、BOMB（学研）1985年11月号においては「『ちょっとおあずけ』が衣替え」とも紹介されていたが、当番組の収録はニッポン放送本社ではなく当時日比谷中日ビルにあった東海ラジオ放送東京支社内のスタジオで行われており、事実上幹事局がLFからSFに移行した形となった。また同誌の同記事の「『ドキドキラジオ』（サンミュージックの一連のシリーズの第二弾番組）がニッポン放送に進出」という紹介のような形態である。奇しくも当番組は、局は違えど『サトミ・ヒトミ・ユキコ - 』とニッポン放送においては全く同じ時間で放送（日曜深夜25:00 - 25:30）されることとなった。はがきや各コーナーへの宛先は、サンミュージック本社が受け付けていた。
岡田の単独パーソナリティで始まった『岡田有希子の夜遊びしナイト』の1985年10月13日の第1回放送は「さあ今日から、有希子と一緒にしないとナイトしようね!」という第一声で始まった。1986年1月5日から同じサンミュージック所属の岡谷章子、水谷麻里が加入して再び三人体制の番組となり、番組タイトルも『有希子・章子・麻里 夜遊びしナイト』に変更となった。
最終回放送は1986年4月6日深夜（日付が変わって4月7日。この日は岡田が自殺する前日であったため、時系列としてはテレビ・ラジオ合わせて生前最後の出演番組となった）であり、この日は『仰げば尊し』の合唱のオープニングでスタート。岡田の番組卒業ということで、このように始まった（つまり岡田の番組卒業は既に決まっていたことだった）。この回では、岡田から「明日から月曜ワイド劇場（テレビ朝日）のドラマ『家出少女』の撮影が始まります」という告知があり、1986年5月14日に発売される予定だった新曲『花のイマージュ』が初オンエアされた。この回に限り、エンディングテーマは「Believe In You」（ファンの一番人気の曲。当時ベストアルバム「贈りもの」にのみ収録）だった。
後続番組には岡谷章子、水谷麻里が二人とも続投し、新たに酒井法子が加入して「トキメキパジャマ MARI・NORI・AKIのドッキンタイム」が次の週の1986年4月13日からニッポン放送の同じ放送時間でスタートしている。

## 主なコーナー
ありそでなさそでウッフン
心の診察室
しナイト・ナイト・リクエスト
シナイト不動産・シナイト役場
- 岡田の島「シナイト愛ランド」（架空）に自分の家や店を持ちたいリスナーを募集。その店や家の名称、店の種類も併せて募集していた。その権利を取得するには、使用済みの古切手10枚以上を手紙に同封して『シナイト不動産』宛へ送る必要があり、この古切手はユネスコまたはユニセフから、日本キリスト教海外医療協力会（JOCS）を通じて、アジアやアフリカの貧しい人・恵まれない人たちのための、予防接種などの医療資金となっていた。なおこちらには、一人一軒しか持てないという制約があった。また、土地や家屋の登記簿を希望する人には『シナイト役場』の方が受け付け、200円分の切手を同封して送るようになっていた。こちらへ送ったリスナーには会員証に準じる「土地・家屋登記簿カード」が返送されていた[2][3]。
他

## 放送時間・ネット局
- ニッポン放送：日曜 25:00 - 25:30
- 北海道放送：土曜 23:40 - 24:10
- 東北放送：日曜 23:30 - 24:00
- 新潟放送：日曜 22:00 - 22:30
- 東海ラジオ放送（事実上の幹事局）：日曜 23:00 - 23:30
- 静岡放送：日曜 22:30 - 23:00
- 毎日放送：土曜 24:30 - 25:00
- 中国放送：土曜 21:20 - 21:50
- 西日本放送：土曜 23:00 - 23:30
- 九州朝日放送：日曜 24:35 - 25:05